# Conolophia püngeleri
Conolophia püngeleri là một loài bướm đêm trong họ Geometridae.